# Europese weg 88
De Europese weg 88 of E88 is een Europese weg die loopt van Ankara in Turkije naar Refahiye in Turkije. De weg is een Klasse A Oost-West referentieweg in het Europese wegennetwerk.
In Ankara loopt de weg dwars door de stad, de weg maakt geen onderdeel uit van een rondweg.

## Traject
- Ankara
- Kirikkale
- Yerköy
- Yozgat
- Yildizeli
- Sivas
- Refahiye